# بطن‌الثعبان جنوبی
بَطن‌الثُعبان جنوبی (شکم اژدها، جنوبی) یا فی اژدها یک ستاره است که در صورت فلکی اژدها قرار دارد.